# 居金大桥
居金大桥（韓語：거금대교），是位于韩国全罗南道高兴郡的一座斜拉桥，跨越高兴湾，连接小鹿岛与居金岛，由韩国建设交通部益山地区办事处于2002年立项开工，2011年12月16日建成通车，投资额为2,718亿韩元，为韩国第一座机动车道与人行道上下分离的双层桥梁；而另外两座双层桥梁分别是：仁川的永宗大桥和釜山的广安大桥，但永宗大桥为公路、铁路上下分离，广安大桥则为双层公路。
这座大桥的建成开通，不但极大的改善了居金島（面积62.08平方千米，为韩国第十大岛）、小鹿岛与外界的交通联系，同时也有望给当地的旅游业发展带来更多机会。

## 历史
2002年韩国建设交通部益山地区办事处展开大桥设计竞赛，现代建设集团在同年开展了建造工作。设计方案多次变动，最终在双塔桥和单塔桥方案中选择了前者。截至2004年，金属框架、主桥已经制造完毕，沉箱也已经安装。当初预计2007年完工，全部建设工作在1800天内完成。2011年3月31日，随着一段21米长的关键结构落成，大桥主体部分完工。

## 设计与结构
- 长度：2,028米，其中主桥为斜拉桥，长1,116米，主跨480米。引桥为连续梁桥，长912米，跨度120米，这种方案的地基数量是最少的。
- 宽度：主桥15.3米，引桥12.7米。下层桁架宽7.5米，人行道宽6.8米。
- 通航净高：38.4米。
- 桥塔：2座钻石型混凝土桥塔，高167.5米。两个桥塔钟形沉箱的深度分别为41米与37米，下半部分尺寸为32米宽38.5米长，上半部分则为26米长19.5米宽。沉箱由30根2.5米直径的桩支撑。在海拔36.09米处，塔桥的两根柱腿通过横梁连接在一起。由于可能会出现台风，塔柱的边缘按半径1米进行倒角。抗风设计按照40米每秒的标准，抗震动测试的结果为百年一遇的大风时位移范围不超过10厘米。[2]
- 主梁：总高6米，下部为华伦式钢桁架，桁架角度为60°。上部为混凝土板，上层建筑使用的钢材型号为sm520。
- 拉索：单索面束型设计，是世界上首座束型拉索斜拉桥。[5]每束拉索为7根，每座桥塔两侧分别布置了3组拉索。整座桥共有12组84根拉索，这些拉索象征着透过云层的光线。拉索使用直径15.7毫米的单股绳索，抗张强度为1860N/mm2，拉索分别由55、61和75根钢索组成。钢索为上蜡的镀锌钢，分别包裹在彩色的高密度聚乙烯内，聚乙烯管外有螺旋状的束带。每座桥塔上有三个拉索箱支撑拉索，它们通过栓钉连接在桥塔上，最低的拉锁箱位于海拔85米高处。[2]
- 施工：现代建设集团，由科威（英语：COWI A/S）提供咨询。[6]

## 道路
- 大桥上层为两车道公路，下层供行人和自行车通行。[7]
- 国道27号（朝鲜语：국도 제27호선）通过居金大桥及2009年建成通车的小鹿大桥（长1,160米）将居金岛、小鹿岛与大陆的鹿洞港连接起来。[3]